# ランカスビトゥン線
ランカスビトゥン線 (インドネシア語: Commuter Line Rangkasbitung)は、KAIコミューターが運営するインドネシアの通勤鉄道路線である。 中央ジャカルタ市のタナアバン駅とバンテン州レバックのランカスビトゥン駅を結ぶ。 路線図では緑色で表示されている。 ランカスビトゥン線は、ジャカルタ首都圏のKAIコミューターの中で最も長く、4番目に利用者の多い路線である。

## 概要
1896年からオランダ領東インド政府によって建設され、1899年10月1日に開通したアニェール・キドゥル・カンポン・バンダン線を経由して運行される。
タナアバン駅とスルポン駅間の線路は1991年に電化され、1992年にフランスの援助で完成した。 2009年、セルポン駅からパルンパンジャン駅間の線路が完全電化された。 電化後、2011年にパルンパンジャン駅まで延長され正式に運行を開始した。 その後、2013年に再びマジャ駅まで延長された。  2017年4月1日にはランカスビトゥン駅まで延伸された。
"Green Line "という名称は 正式名称は "ランカスビトゥン線 "に変更された。

## 歴史
当路線の建設前は、バンテン地方はまだバタヴィア（後のジャカルタ）からの交通機関は乏しかった。バタヴィアからバンテン地方への移動を流動化させるために、1890年代にオランダ領東インド国鉄（Staatsspoorwegen・SS）はタンゲランとチカンデを経由してドゥリからセランを結ぶ鉄道線を建設する計画を立案した。

### 建設
1896年7月15日、植民地政府は1896年7月15日付州法令第180号を公布し、SSがバタヴィアBOS駅からアニェール駅までの路線と、ドゥリ駅からタンゲラン駅、タナアバン駅からウェルテヴレデン駅までの支線を建設認可を出した。建設中に、当初はチカンデ経由でセランに向かう予定だった路線は、最終的にパルンパンジャン駅経由でランカスビトゥン駅へ結ぶルートへ変更され、1899年10月1日に完成した。開業当初はバタヴィアBOS駅からその後折り返してアンケに向かっていた。
支線としてタンゲラン・ドゥリ線が1899年1月2日に完成した。1900年7月1日にSSによってランカスビトゥン駅からセラン駅まで延伸され、1900年12月1日には、アニェルキドゥル港付近まで延伸された。1914年12月1日、ランプンへの渡航に便利なメラク港に対応するため、クレンチェン駅からメラク駅への支線が建設された。 1923年9月12日、バタヴィア駅の再開発に関連し、バタビアBOS駅（バタヴィア南駅）方面に向かう列車は、アンケ駅をアムステルダム門を右折し、旧カンポンバンダン駅に向かって再び右方向へ転線するように変更され、さらにカンポンバンダン駅からタナアバン駅が複線化された。

### 電化
1987年にスディマラ駅からケバヨラン駅間でビンタロの悲劇と呼ばれる衝突事故が発生し、今後のインドネシアの鉄道へ大きな影響を与え、ジャカルタ都市圏の電化と複線化が推進されていくこととなった。1990年から1994年にかけて変電所が建設され、増加する輸送量に対応するために複線化も行われた。それ同時にセルポンエクスプレス（Serpong Ekspres）の運行も開始された。1994年7月3日、8月3日、12月3日にそれぞれカレット、リモ、ジュランマングの変電所が稼働し、タナアバン駅からセルポン駅間で電車による運行が開始された。運行頻度は変電所の完成とともに増加した。
ランカスビトゥン線の多くの駅でインドネシア鉄道会社と運輸省によっても設備の改善が推進された。スルポン駅の現駅舎は、タナアバン駅からスルポン駅間の複線化に合わせて、試験的な近代建築駅として2007年7月4日にスシロ・バンバン・ユドヨノ大統領によって開業され、スルポン駅の開業後も設備の改良が行われた。
セルポンエクスプレスの延伸計画の一環として、再び複線化が行われた。2009年にはパルンパンジャン駅への運行が開始され、2012年5月に複線化とマジャ駅までの電車による試運転が開始された。マジャ駅への延伸は、2013年4月17日より行われた  。

### ランカスビトゥン駅への延伸
2013年からマジャ駅からランカスビトゥン駅間は複線化された。複線化の費用には7,650億ルピアと見積もられ、2016年に完成し、ランカスビトゥンまでの電車の運行に使用される予定である。2014年12月には、マヤ駅とシテラス駅間の新線において、路盤（形成層）の掘削・締固め工事と、ランカスビトゥン駅周辺で架空電車線の設置による電柱の設置が実施された。タナアバン駅からランカスビトゥン駅までの複線化と電化が完了したことにより、2017年4月1日より電車による運行のみとなった。

### 将来計画
メラク線の沿線開発が活発化していることに伴い、運輸省は線路設備をR42からR54に交換し、ランカスビトゥン線をセラン駅まで延伸する予定である。第一期工事としてランカスビトゥン駅からセラン駅間の枕木を鉄製からコンクリート製に交換することが含まれており、セラン駅からメラク駅間の改良工事は、第二期工事で実施される予定である。

## 駅一覧
| 駅番号 | 駅コード | 駅名                                                 | 接続路線                                                                                           | 所在地         | 所在地     |
| ------ | -------- | ---------------------------------------------------- | -------------------------------------------------------------------------------------------------- | -------------- | ---------- |
| R 01   | THB      | タナアバン Tanah Abang                               | - チカラン線                                                                                       | 中央ジャカルタ | ジャカルタ |
| R 02   | PLM      | パルメラ Palmerah                                    | | 中央ジャカルタ | ジャカルタ |
| R 03   | KBY      | ケバヨラン Kebayoran                                 | - トランスジャカルタ - コリドアー8 - コリドアー13 - コリドアー13C - コリドアー13D - コリドアーL13E | 南ジャカルタ市 | ジャカルタ |
| R 04   | PDJ      | ポンドック・ランジ Pondok Ranji                      | | 南タンゲラン市 | バンテン州 |
| R 05   | JMU      | ジュランマング Jurangmangu                           | | 南タンゲラン市 | バンテン州 |
| R 06   | SDM      | スディマラ Sudimara                                  | | 南タンゲラン市 | バンテン州 |
| R 07   | RU       | ラワブントゥ Rawa Buntu                              | | 南タンゲラン市 | バンテン州 |
| R 08   | SRP      | スルポン Serpong                                     | | 南タンゲラン市 | バンテン州 |
| R 09   | CSK      | チサウク Cisauk                                      | - BSDリンク・シャトルバス - BSD バスターミナル                                                     | タンゲラン     | バンテン州 |
| R 10   | CC       | チカユル Cicayur                                     | | タンゲラン     | バンテン州 |
| R 11   |          | ジャタケ Jatake （計画中）                           | | タンゲラン     | バンテン州 |
| R 12   | PRP      | パルンパンジャン Parung Panjang                      | | ボゴール       | 西ジャワ州 |
| R 13   |          | パラヤサ Parayasa （計画中）                         | | ボゴール       | 西ジャワ州 |
| R 14   | CJT      | チリジット Cilejit                                   | | ボゴール       | 西ジャワ州 |
| R 15   | DAR      | ダル Daru                                            | | タンゲラン     | バンテン州 |
| R 16   | TEJ      | テンジョ Tenjo                                       | | ボゴール       | 西ジャワ州 |
| R 17   |          | ティガラクサ・ポドモロ Tigaraksa Podomoro （計画中） | | ボゴール       | 西ジャワ州 |
| R 18   | TGS      | ティガラクサ Tigaraksa                               | | タンゲラン     | バンテン州 |
| R 19   | CKY      | チコヤ Cikoya                                        | | タンゲラン     | バンテン州 |
| R 20   | MJ       | マジャ Maja                                          | | レバック県     | バンテン州 |
| R 21   | CTR      | シテラス Citeras                                     | | レバック県     | バンテン州 |
| R 22   | RK       | ランカスビトゥン Rangkasbitung                       | - メラク線                                                                                         | レバック県     | バンテン州 |

## 使用車両
現在の車両:
- Seri 205 (元 JR東日本205系電車)

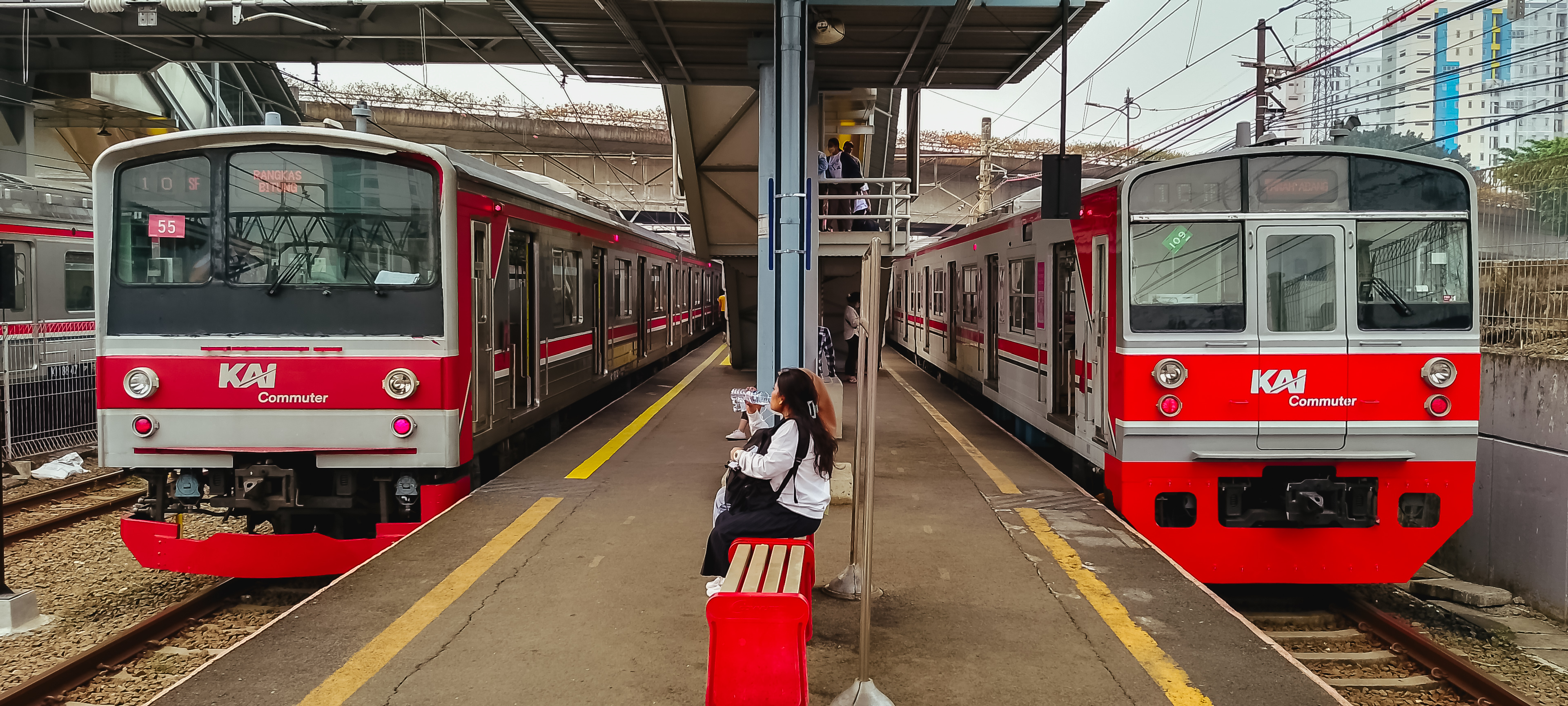
Seri 205（元武蔵野線 ケヨ55編成）
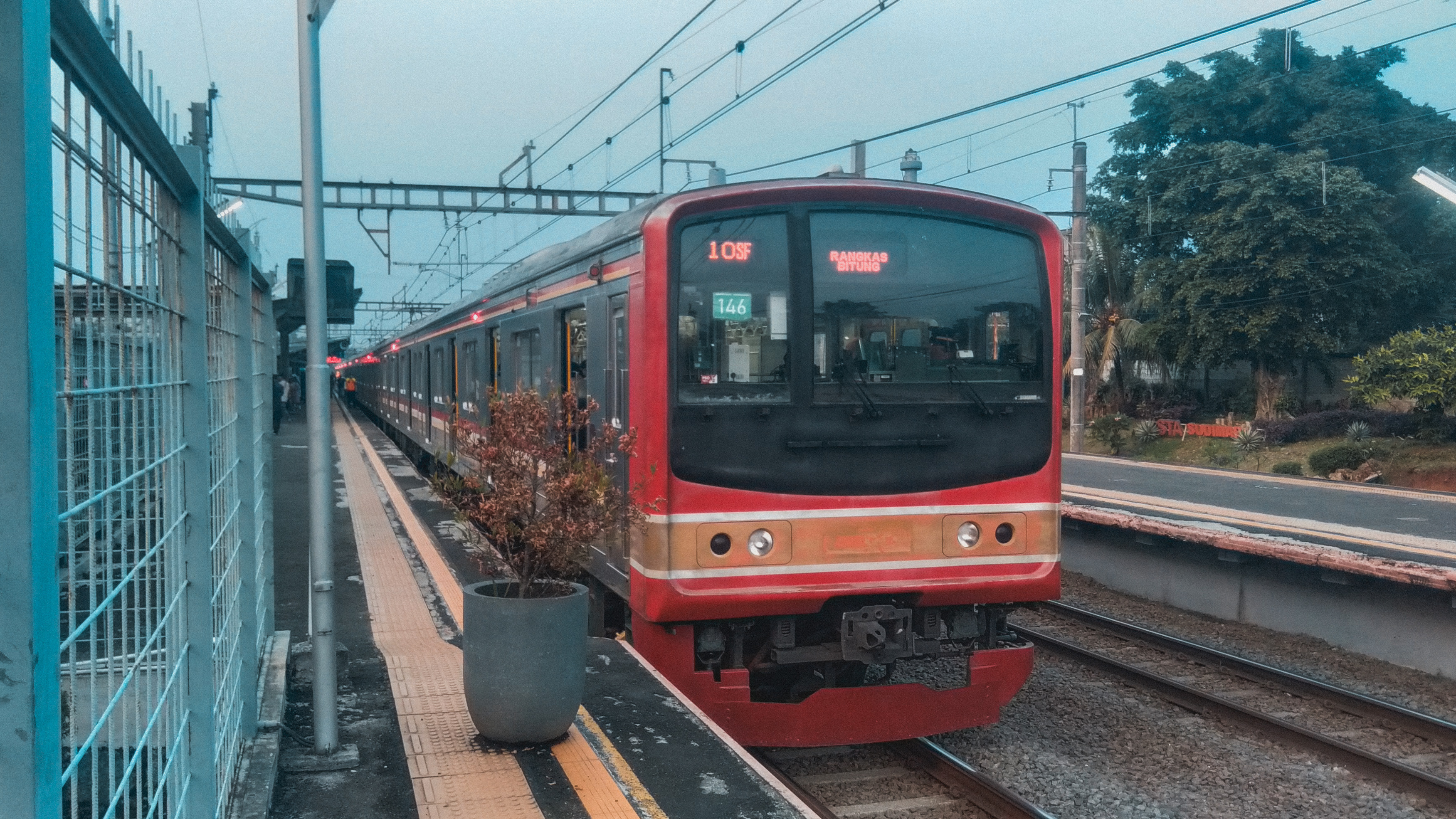
JR 205（元横浜線、元埼京線、元武蔵野線「メルヘン」）

### 現在の車両（季節運行）

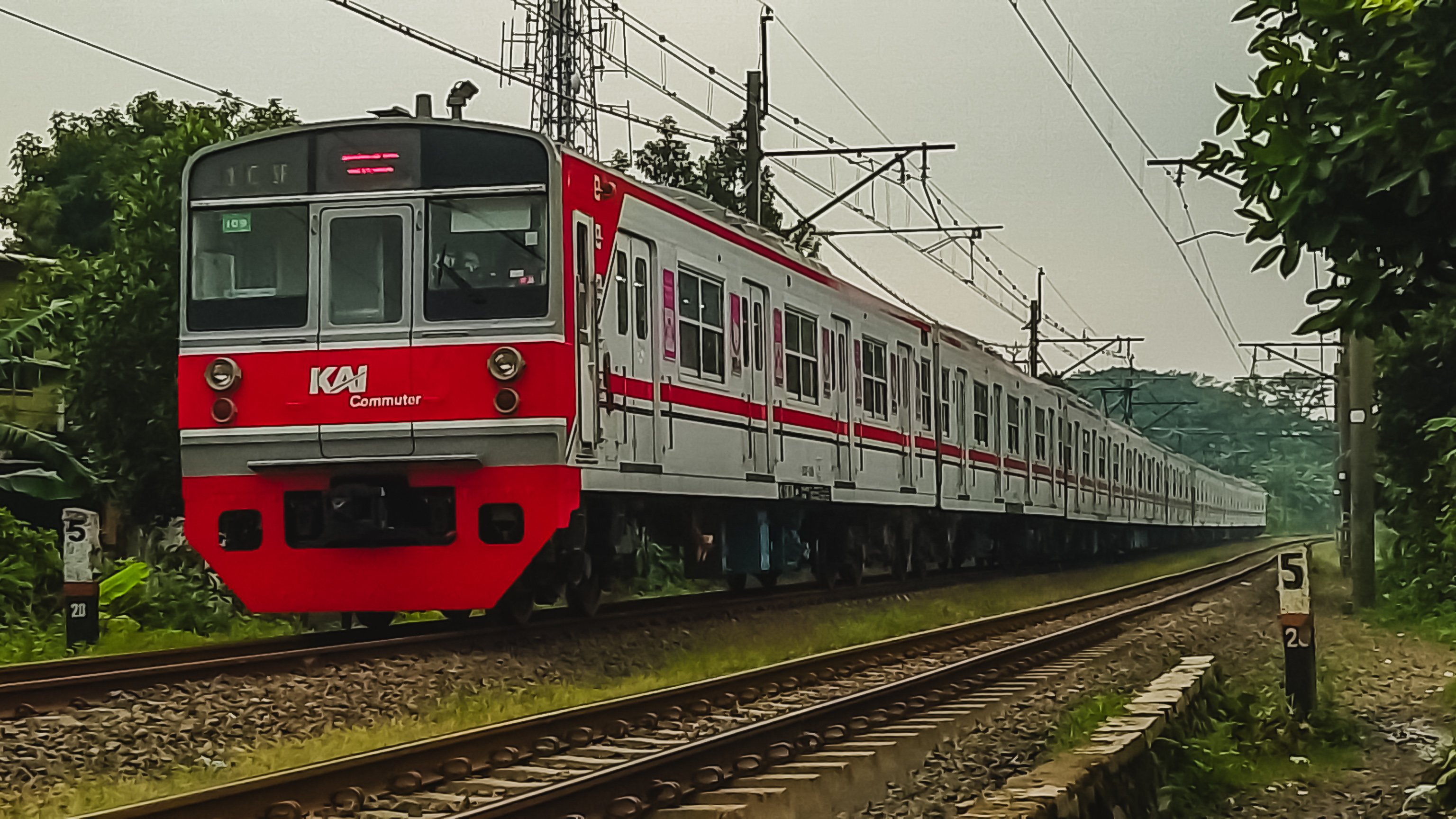
Seri 203 (元 JR東日本203系電車)
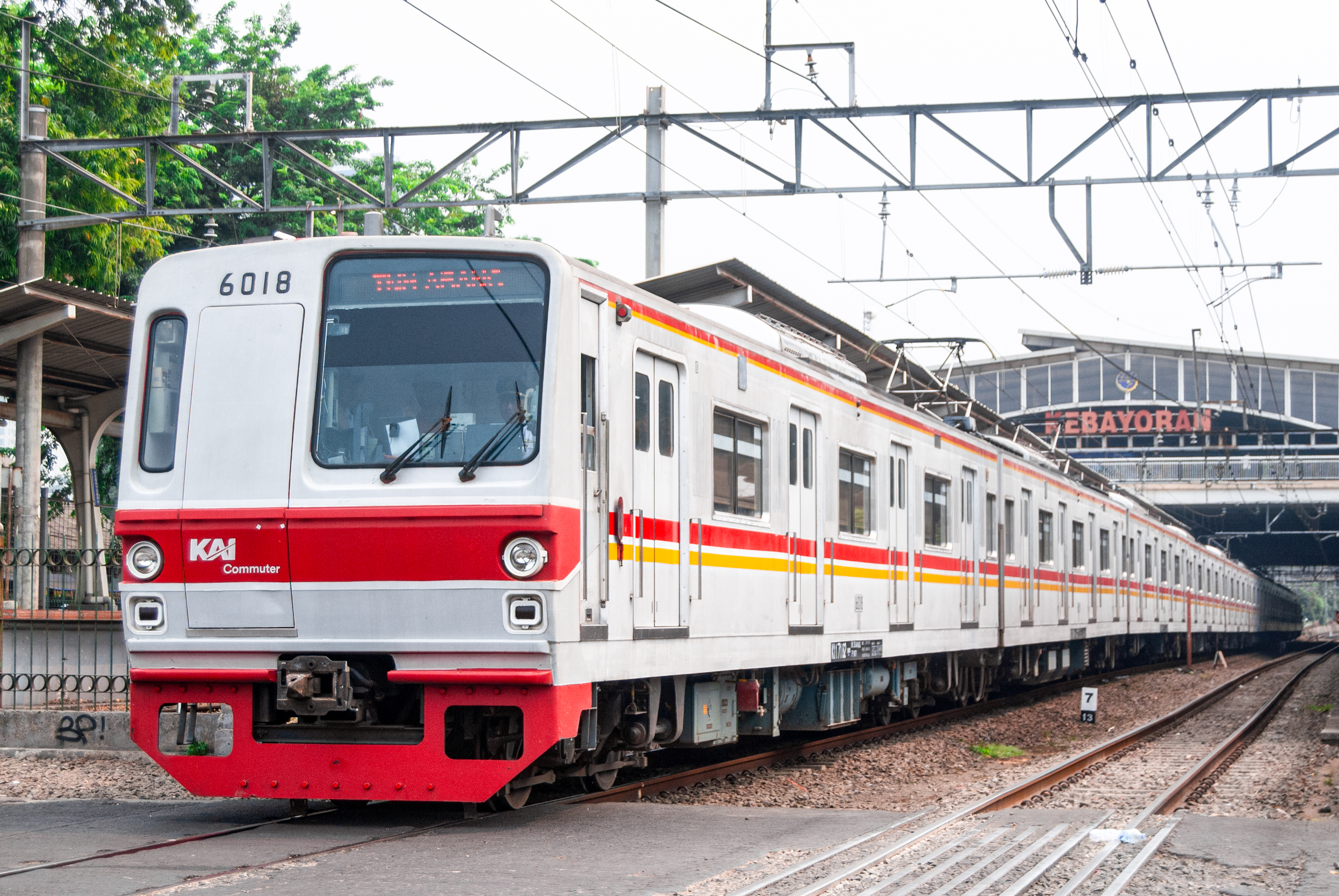
Seri 6000(元 東京地下鉄6000系電車)  - JR 203（元常磐線 (BOO108+109編成/マト68+69編成）
  - TM6000（元千代田線）

### かつて使用されていた車両
- Seri 8000(元 東急8000系電車)
- Seri 8500(元 東急8500系電車)
- Seri 7000(元 東京地下鉄7000系電車)
- Seri 5000(元 東京地下鉄5000系電車)
- Seri 05(元 東京地下鉄05系電車)
- Seri 6000形 Hibah(元 東京都交通局6000形電車)
- Seri EA101 BN-Holec電車
- Seri ED101 Rheostatik電車

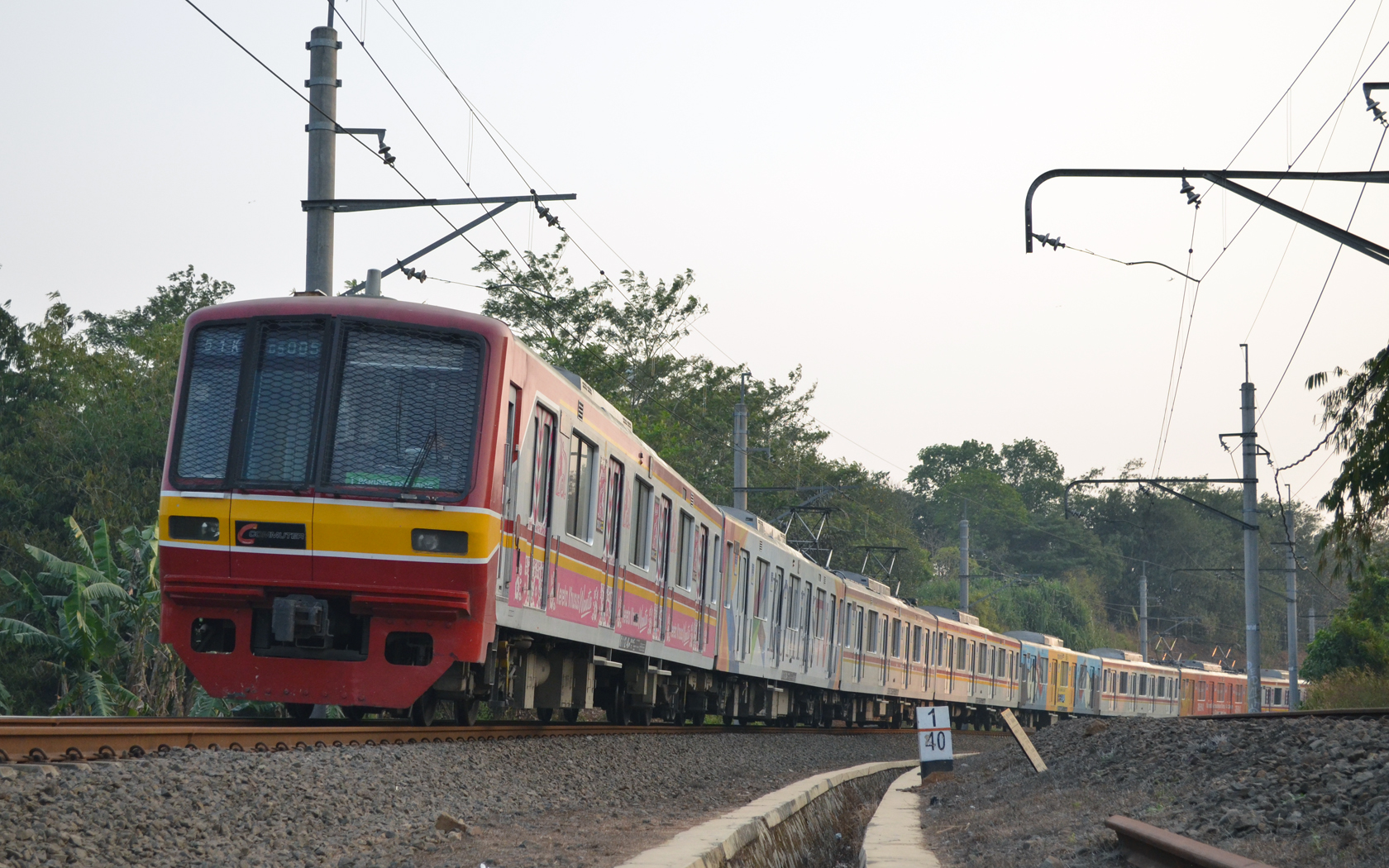
Seri 05(元 東京地下鉄05系電車)
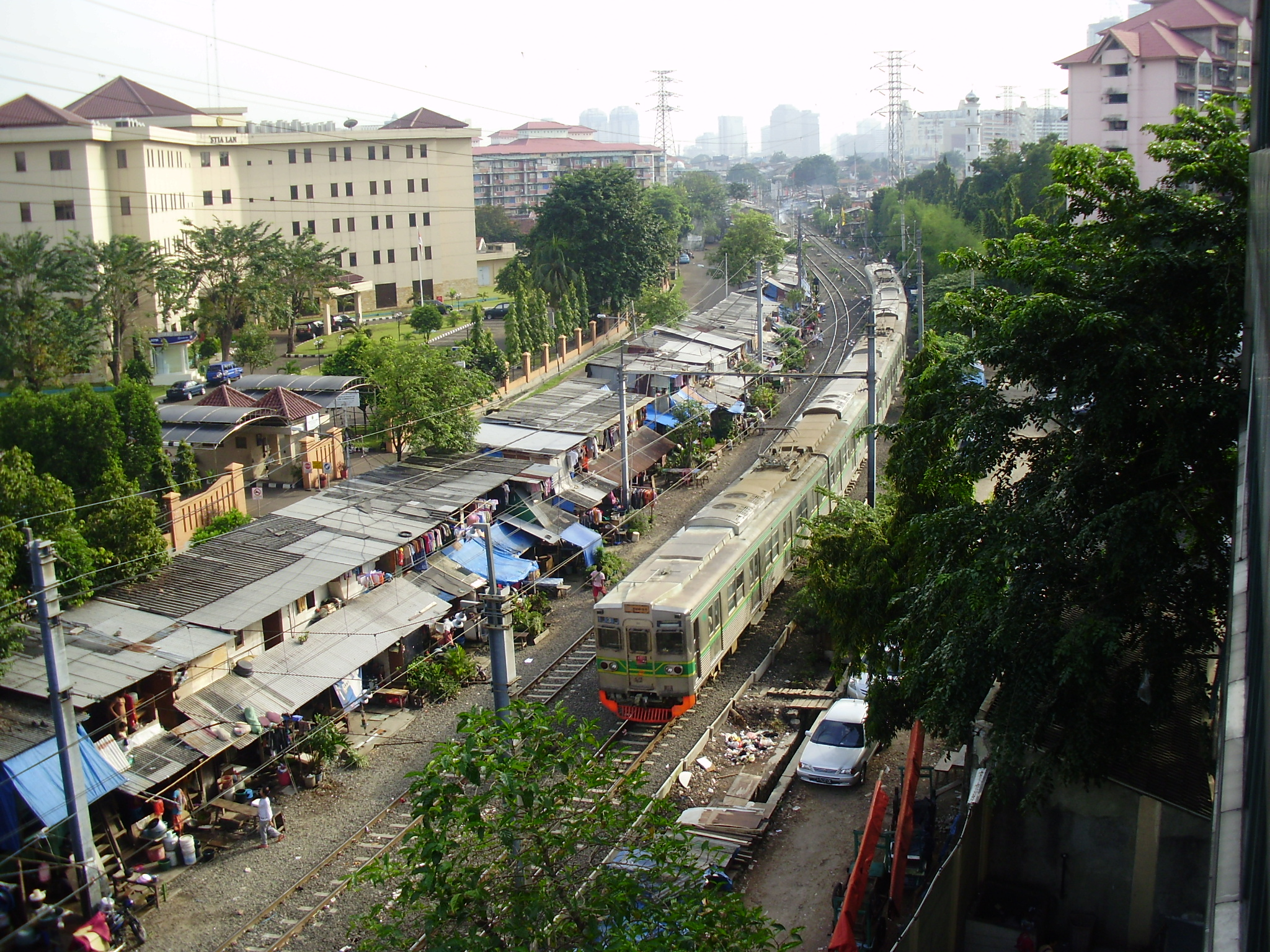
タナアバン駅からパルメラ駅間を走行中のSeri 6000形

## 鉄道事故一覧
2013年12月9日、南ジャカルタ市ビンタロ区の踏切で、元営団7000系電車（7121編成）がタンクローリーと衝突。 この事故で7人（乗務員3人を含む）が死亡した。 事故後、同電車は引退した。
2003年11月18日、インドネシア鉄道公社BN-Holec電車がケバヨラン駅に到着する前に火災に見舞われた。 電車火災の原因は、架線に落雷があり、電圧が急上昇したため。 この事故で乗客1人が死亡した。